# Людольф Кёниг
Людольф Кёниг фон Ватзау (нем. Ludolf König von Wattzau; между 1280 и 1290 — 1347 или 1348, Энгельсбург) — 20-й великий магистр Тевтонского ордена с 1342 по 1345 год.

## Биография
Людольф Кёниг родился где-то между 1280 и 1290 годами в семье министериалов из епископства Хальберштадт. Дата вступления в Орден неизвестна, впервые он упоминается в 1326 году. В 1332 году занял должность главного казначея. В 1338 году — великого комтура Мариенбурга и интенсивно занялся колонизацией окрестных земель. В 1342 году орденский капитул избрал его великим магистром.
8 июля 1343 года Людольф Кёниг подписал в Калише мирный договор с Королевством Польским, официально завершив тем самым Польско-тевтонскую войну 1326–1332 годов.
Как и многие великие магистры до него, Людольф Кёниг совершал походы против Великого княжества литовского. Ответный удар литовцев в 1345 году произвёл огромные разрушения в Пруссии и, согласно некоторым хроникам, вызвал душевное расстройство у Людольфа Кёнига. 14 сентября 1345 года он покинул пост Великого магистра и стал комтуром в Энгельсбурге (современное Покживно в Груте). Согласно хроникам, он излечился от душевного расстройства, но умер в 1347 или 1348 году. Похоронен в Мариенвердерском соборе.